# Thomas de Keyser

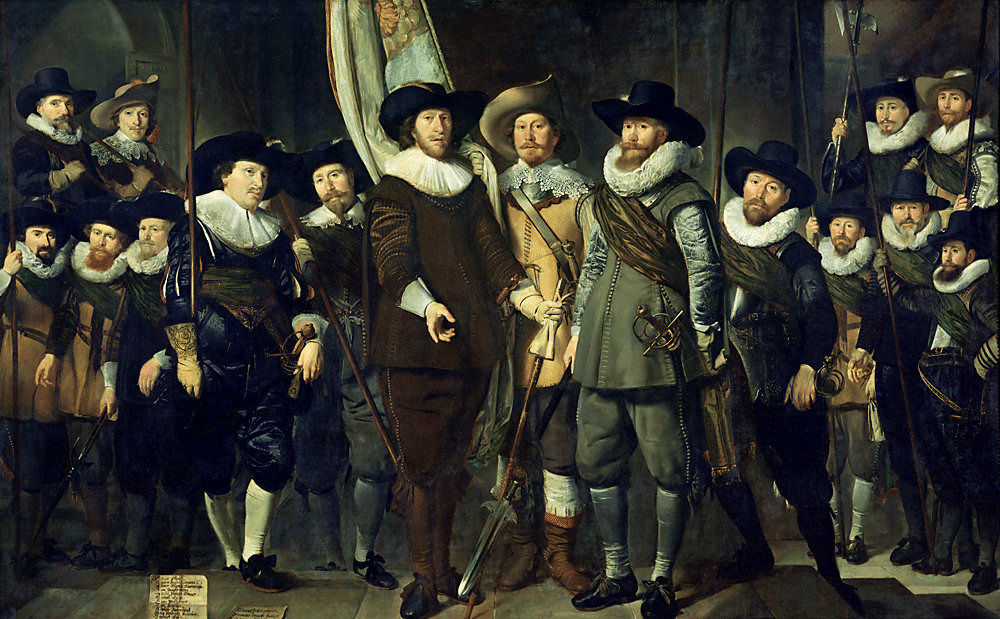
Družina kapitána Allaerta Cloecka

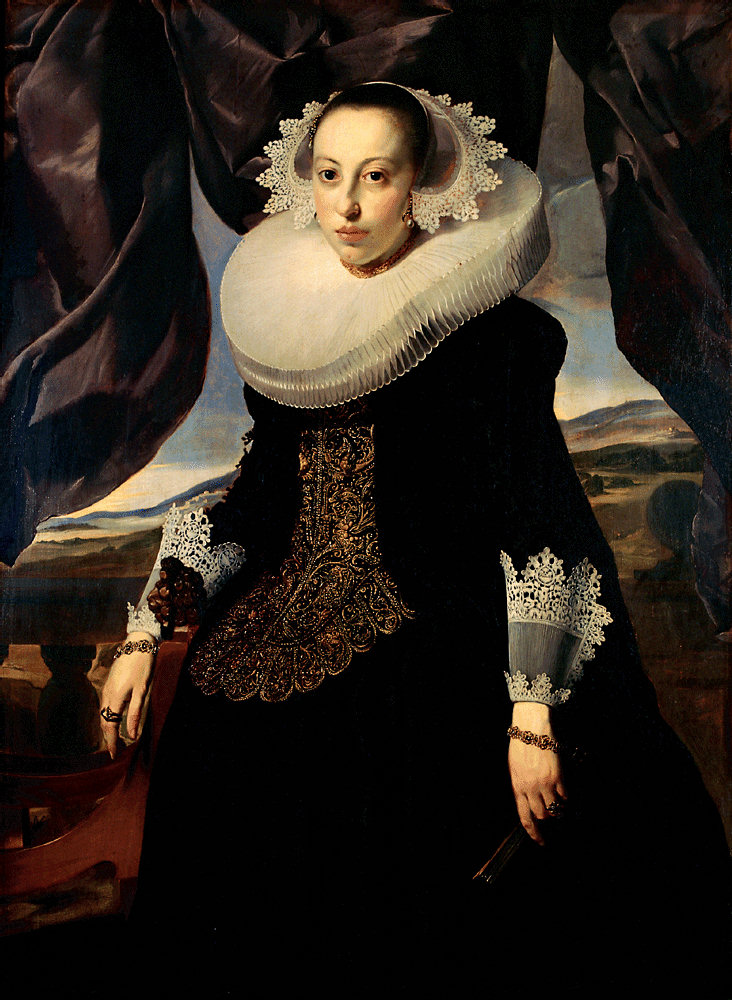
Portrét ženy

Thomas de Keyser (asi 1596, Amsterdam, Nizozemí – 1667, Amsterdam, Nizozemí) byl nizozemský barokní malíř a architekt; syn nizozemského architekta a sochaře Hendrika de Keysera.

## Životopis
Narodil se v rodině architekta a sochaře Hendrika de Keysera a není jisté, kde se vyučil, a také existují jen kusé informace o průběhu jeho života. Podle různých zdrojů by mohli jeho talent rozvíjet Aert Pietersz, Cornelis vander Voort, Werner van Valckert a Nicolas Elias. V 40. letech 17. století přijal de Keyser jen velmi málo malířských objednávek a byl přinucen hledat si jiný příjem. V letech 1640–1654 vlastnil obchod s čedičem, pak se vrátil k malování.

## Malířství
Vynikal jako malíř portrétů a byl nejvyhledávanějším portrétistou v Nizozemsku do 30. let 17. století, kdy jeho slávu zastínil Rembrandt. Rembrandt byl ovlivněn jeho prací, a mnohé z Keyserových maleb bylo později chybně přisouzeno Rembrandtovi.
Jeho portréty jsou plné charakteru a mistrovsky provedené, a často jsou charakteristické bohatou zlatou září barev a rembrandtovským šerosvitem. Některé z jeho portrétů jsou v životní velikosti, ale on sám obvykle preferoval zachycení postav ve značně menších rozměrech, jako např. známý obraz „Čtyři starostové Amsterdamu přijímající Marii Medicejskou 1. září 1638“ (De vier burgemeesters van Amsterdam vernemen de aankomst van Maria de Medici op 1 september 1638) z roku 1638, v současnosti vystaven v nizozemském muzeu Mauritshuis v Haagu. Kromě portrétů také vytvořil několik historických a mytologických obrazů, jako např. „Théseus a Ariadna“ v amsterdamské radnici (nyní Královský palác v Amsterdamu).
Největší sbírkou jeho malířských děl je Rijksmuseum v Amsterdamu. Jeho díla lze mezi jiným vidět také v Louvru v Paříži ve Francii, Metropolitním muzeu v New Yorku  v USA, v Ermitáži v Petrohradě  v Rusku a v Národní galerii v Londýně ve Spojeném království.

## Architektura
De Keyser pracoval také jako architekt. Od roku 1662 až do své smrti v roce 1667 dohlížel na stavbu nové radnice v Amsterdamu.